# Cantone di Tuchan
Il Cantone di Tuchan era una divisione amministrativa dell'arrondissement di Narbona.
A seguito della riforma approvata con decreto del 21 febbraio 2014, che ha avuto attuazione dopo le elezioni dipartimentali del 2015, è stato soppresso.

## Composizione
Comprendeva i comuni di:
- Cucugnan
- Duilhac-sous-Peyrepertuse
- Maisons
- Montgaillard
- Padern
- Paziols
- Rouffiac-des-Corbières
- Tuchan